# Rachel Harris
Rachel Harris (* 1975 in Malmö, Schweden) ist eine englisch-deutsche Geigerin. Sie ist Gründerin des Ensemble Schirokko Hamburg und Mitglied im englischen Ensemble The Brook Street Band. Sie arbeitet vorwiegend im Bereich des historischen Aufführungspraxis.

## Leben und Wirken
Rachel Harris erhielt ihren ersten Violinunterricht in Schweden im Alter von sieben Jahren bei Ann-Sofi Backman Fröberg. Mit 17 Jahren wurde sie Jungstudentin am Londoner Royal College of Music. Es folgten Studien bei Clare Salaman am Royal Welsh College of Music and Drama in Cardiff/Wales. Nach ihrem Abschluss setzte sie ihre Studien am Royal College of Music bei Alison Bury fort. Sie war Stipendiatin der Countess of Munster-Stiftung und des DAAD. In Deutschland absolvierte sie Aufbaustudien an den Musikhochschulen Trossingen und Würzburg, letzteres schloss sie mit dem Solistendiplom bei Gottfried von der Goltz ab.
Seit 1997 ist Harris Mitglied im englischen Kammermusikensemble The Brook Street Band. Im Jahr 2007 gründete sie das Ensemble Schirokko Hamburg. In beiden Ensembles wirkt sie als Konzertmeisterin und Leiterin und hat mehrere CDs produziert.
2017 erschien ihre Solo-CD „augustes auspices“, worauf alle Sonaten und Partiten von J.S. Bach sowie J.P. von Westhoffs Sechs Solosuiten zu hören sind. 2018 nahm sie mit The Brook Street Band alle Violinsonaten von Georg Friedrich Händel auf.

## Publikationen
- Orchestral Technique in action. Tredition, Hamburg 2020, ISBN 978-3347044944.

## Diskografie (Auswahl)
- Handel: Trio Sonatas for Two Violins and Basso Continuo. Mit The Brook Street Band (Avie Records, AV2357)
- Handel: Sonatas for Violin and Basso Continuo. Mit The Brook Street Band (Avie Records, AV2387)
- J.S. Bach: Trio Sonatas. Mit The Brook Street Band (Avie Records AV2199)
- The Division Violin, part 1. Werke von u. a. Edward Finch, Anthony Pool, John Eccles, Thomas Baltzar, Daniel Purcell. Mit Ensemble Schirokko Hamburg (Ambitus; 2009)
- Schirokkos Seereisen. Werke von Vivaldi, Rebell, Valls, Telemann. Mit dem Ensemble Schirokko Hamburg (Ambitus; 2010)
- Schirokkos Telemann. Neuentdeckte Geistliche Arien. Mit Tanya Aspelmeier, Sopran; Ensemble Schirokko Hamburg (Ambitus; 2011)
- Le Monde Parisien. Werke von Marais, Royer, Telemann. Mit Ensemble Schirokko Hamburg (Ambitus: 2014)
- Johann Christian Hertel: Sonaten für Violine & Bc Nr.1 - 6. Mit Andrea C. Bauer, Erzlaute/Theorbe; Melanie Beck, Cello; Jennifer Harris, Cembalo (Cornetto; 2015)
- augustes auspices. Werke von J.S. Bach, J. P. von Westhoff. Mit Rachel Harris, Violine (Ambitus; 2017)